# Virtus Bologna
Virtus Pallacanestro Bologna je talijanski košarkaški klub iz Bologne. 

## Povijest
Virtus je osnovan 1871. godine kao gimnastički klub. Klub je osvojio 15 naslova talijanskog prvaka i 8 naslova talijanskog kupa, a često je bio sudionik najjačeg europskog klupskog košarkaškog natjecanja Eurolige. Najbolju sezonu klub je odigrao 2000./01. kada je osvojio trostruku krunu, talijansko prventvo, kup i Euroligu (tadašnju Suproligu). Klub je i 1998. osvojio Euroligu, kada je momčad predvodio jedan od najboljih bek šutera u povijesti europske košarke Predrag Danilović. Međutim, klub je odmah nako te sezone napustilo nekoliko ključnih igrača. Nakon sezone 2001./02., klub su napustili Manu Ginóbili, najkorisniji igrač Final Foura Eurolige 2001./02. i Marko Jarić. Nakon sezone 2003./03., klub je zbog financijskih problema ispao u 2. talijansku ligu. Međutim, klub se je oporavio i nakon dvije sezone provedene u nižem rangu, uspjeli su izboriti prvoligaški status. Veliki povratak na europsku scenu napravili su u EuroChallengeu 2009., kada su u finalu svladali francuski Cholet Basket 77-85. To im je prvi trofej od povratka u Lega Basket Serie A.

## Trofeji

#### Domaći
- Talijansko prvenstvo: (15) 1946., 1947., 1948., 1949., 1955., 1956., 1976., 1979., 1980., 1984., 1993., 1994., 1995., 1998., 2001, 2020.
- Talijanski kup: (8) 1974., 1984., 1989., 1990., 1997., 1999., 2001., 2002.
- Talijanski superkup: 1995.

#### Europski
- Euroliga: (2) 1998., 2000.
- Kup pobjednika kupova: (1) 1990.
- EuroChallenge: (1) 2009.

## Poznati igrači
| - Miloš Teodosić - Marco Bonamico - Carlo Caglieris - Pietro Generali - Gianni Bertolotti - Terry Driscoll - Luigi Serafini - Renato Villalta - Krešimir Ćosić - Jim McMillian - Elvis Rolle - Jan van Breda Kolff - Augusto Binelli - Roberto Brunamonti - Joe Meriweather - Greg Stokes - Michael Sylvester - Floyd Allen - Micheal Ray Richardson | - Clemon Johnson - Lauro Bon - Claudio Coldebella - Riccardo Morandotti - Bill Wennington - Jurij Zdovc - Flavio Carera - Paolo Moretti - Giampiero Savio - Russ Schoene - Alessandro Abbio - Joe Binion - Arijan Komazec - Orlando Woolridge - Zoran Savić - Predrag Danilović - Walter Magnifico - Branislav Prelević | - Kostas Patavoukas - Antoine Rigaudeau - Alessandro Frosini - Hugo Sconochini - Radoslav Nesterović - John Amaechi - Žarko Paspalj - David Andersen - Saulius Štombergas - Nikos Ekonomou - Matjaž Smodiš - Manu Ginóbili - Marko Jarić - Rashard Griffith - Derrick Dial - Charlie Bell - German Scarone - Dejan Koturović | - Ruslan Avleev - Samuele Podestà - Anthony Williams - Terrell McIntyre - Vonteego Cummings - A. J. Guyton - Bennett Davison - Corey Brewer - Christian Drejer - Kris Lang - Dušan Vukčević - David Bluthenthal - Marko Milić - Carl English - Travis Best - Angelo Gigli - Vlado Ilievski - Andreas Glyniadakis - Earl Boykins - Nikola Jestratijević - Mladen Šekularac |

## Treneri kroz povijest
| - Renzo Poluzzi - Dino Fontana - Venzo Vannini - Larry Strong - Giancarlo Marinelli - Larry Strong - Vittorio Tracuzzi - Eduard Kucharski - Mario Alesini - Jaroslav Sip - Renzo Ranuzzi - Nello Paratore - Vittorio Tracuzzi | - Nico Messina - Dan Peterson - Terry Driscoll - Ettore Zuccheri - Renzo Ranuzzi - Aleksandar Nikolić - George Bisacca - Mauro Di Vincenzo - Alberto Bucci - Alessandro Gamba - Krešimir Ćosić - Bob Hill - Ettore Messina | - Alberto Bucci - Lino Frattin - Ettore Messina - Bogdan Tanjević - Valerio Bianchini - Giampiero Ticchi - Alberto Bucci - Giordano Consolini - Zare Markovski - Stefano Pillastrini - Renato Pasquali - Matteo Boniciolli - Aleksandar Đorđević |

## Sponzorska imena kluba
- bez sponzora 1945. – 1953.
- Minganti 1953. – 1958.
- Oransoda 1958. – 1960.
- Idrolitina 1960. – 1961.
- bez sponzora 1961. – 1962.
- Knorr 1962. – 1965.
- Candy 1965. – 1969.
- bez sponzora 1969. – 1970.
- Norda 1970. – 1974.
- Sinudyne 1974. – 1980.
- Granarolo 1983. – 1986.
- Dietor 1986. – 1988.
- Knorr 1988. – 1993.
- Buckler 1993. – 1996.
- Kinder 1996. – 2002.
- bez sponzora 2002. – 2003.
- Carisbo Virtus 2003. – 2004.
- Caffè Maxim 2004. – 2006.
- VidiVici 2006. – 2007.
- La Fortezza (Serie A), VidiVici (Euroliga) 2007. – 2008.

## Vanjske poveznice
- Službena stranica  Arhivirana inačica izvorne stranice od 12. srpnja 2007. (Wayback Machine)